# 王彤 (足球运动员)
王彤（1993年2月12日—）中国足球运动员。籍贯辽宁沈阳，毕业于鲁能泰山足球学校，现效力于山东泰山。司职中后场，能胜任后腰，中后卫，和边后卫等多个位置。

## 职业生涯

### 俱乐部
王彤在2010年初的冬训中因其出色的表现被泰山队主教练伊万科维奇发现，并从此随一队训练。2010年世界杯后，17岁的王彤被俱乐部正式报名参加中超联赛。同年10月31日，王彤在山东鲁能泰山与长沙金德的比赛中，替补出场，并贡献助攻一枚，完成了自己在职业联赛的首秀。
2012赛季，王彤得到时任主帅滕卡特赏识，逐渐获得主力边前卫的位置。2012年6月23日，山东鲁能泰山主场对阵上海申鑫，王彤在上半场临近结束前长途奔袭，和队友配合后打入职业联赛首球，也是鲁能泰山90后球员的首个中超联赛入球。

### 国家队
王彤曾入选多个年龄级别的中国国家青年队，并作为主力代表中国青年队参加了2010年亚足联U-19锦标赛。

## 荣誉

### 山东鲁能泰山
- 中国足球超级联赛冠军：2010、2021
- 中国足协杯：2014、2020、2021
- 中国足球协会超级杯：2015